# Clistopyga stanfordi
Clistopyga stanfordi là một loài tò vò trong họ Ichneumonidae.